# Mail (Apple)

Hauptfenster von Mail in Version 3 unter Mac OS X 10.5 Leopard

Vorlagenansicht in Mail in Version 3 unter Mac OS X 10.5 Leopard

Mail ist ein von Apple mit den Betriebssystemen iOS, iPadOS, watchOS, macOS, visionOS ausgeliefertes E-Mail-Programm. Wegen der Verwechselungsgefahr mit der gebräuchlichen Bezeichnung E-Mail für elektronische Post wird es auch „Apple Mail“ oder Mail.app genannt (die Dateiendung .app steht unter macOS für Programme). Das Programm wird mit allen Apple-Computern und -Mobilgeräten (Mac, iPod touch, iPhone und iPad) mitgeliefert. Es konnte vor iOS 10 auf mobilen Geräten nicht deinstalliert werden.
Es unterstützt die E-Mail-Protokolle POP3, IMAP und Exchange, erlaubt mehrere Mailkonten und zeichnet sich vor allem durch die nahtlose Integration ins Betriebssystem aus. So zeigt es die Anzahl ungelesener Mails im Dock-Icon, benutzt die Adressen aus dem systemeigenen Adressbuch und kann zum Versenden von Bildern direkt auf die Bilder-Bibliotheken von iPhoto, Aperture und Photo Booth zurückgreifen. Zum Gestalten von E-Mails bietet Mail eine Vielzahl von Vorlagen an, die ohne HTML-Kenntnisse oder Zusatzprogramme angepasst werden können.

## Funktionsumfang
Weiterhin bietet Mail
- einen selbstlernenden Spamfilter (LSA-Filter, Latente Semantische Analyse)
- Einstellungsmöglichkeiten (Regeln), wie mit empfangenen Mails verfahren werden soll
- eine grafische Baumansicht von Ordnern und E-Mails (Threading)
- gestaltete Vorlagen für Geburtstage, Ankündigungen, Fotos etc.
- Notizzettel
- Aufgabenverwaltung
- Verknüpfung zu Kalender, Messages (Nachrichten) und Kontakte
- Signaturen zur individuellen Gestaltung von Absenderangaben

Apple Intelligence erweitert die Mail-App von Apple um verschiedene KI-gestützte Funktionen, die das Arbeiten mit E-Mails deutlich effizienter machen. Zu den wichtigsten Neuerungen gehört die automatische Zusammenfassung von E-Mails und E-Mail-Konversationen. Diese Funktion erstellt kurze und übersichtliche Zusammenfassungen, sodass Nutzer die wichtigsten Inhalte einer Nachricht oder eines gesamten E-Mail-Verlaufs auf einen Blick erfassen können, ohne jede einzelne Nachricht komplett lesen zu müssen.
Eine weitere Funktion ist die Priorisierung wichtiger E-Mails. Apple Intelligence erkennt besonders relevante oder zeitkritische Nachrichten, wie beispielsweise Einladungen, Bordkarten oder Terminbestätigungen, und hebt diese im Posteingang hervor. So wird sichergestellt, dass wichtige Informationen nicht übersehen werden.
Darüber hinaus bietet die Mail-App mit Apple Intelligence intelligente Antwortvorschläge. Basierend auf dem Inhalt einer empfangenen E-Mail schlägt die App passende und kontextbezogene Antworten vor, die mit wenigen Klicks übernommen oder angepasst werden können.
Zusätzlich stehen KI-gestützte Schreibwerkzeuge zur Verfügung. Diese helfen beim Formulieren, Umformulieren oder Verfeinern von E-Mail-Texten und unterstützen Nutzer dabei, ihre Nachrichten klar und ansprechend zu gestalten.

## Versionsgeschichte
Apple Mail ist seit jeher Bestandteil von macOS und wurde mit jeder neuen Version des Betriebssystems aktualisiert und erweitert.

### Version 1
Beinhaltet alle Versionen bis zur Einführung des Betriebssystems „Tiger“. In dieser Version wurden E-Mail im weit verbreiteten Format Mbox gespeichert. Andere Mail-Clients, wie etwa Mozilla Thunderbird verwenden dieses Format ebenfalls, was einen Import aus diesen Programmen vereinfachte.

### Version 2
Wurde zusammen mit Mac OS X 10.4 „Tiger“ ausgeliefert. Ab dieser Version werden E-Mails im Emlx-Format gespeichert. Dabei wird für jede E-Mail eine eigene Datei angelegt, was für die neue Suchfunktion (Spotlight) nötig wurde. Eine Konvertierung vom neuen Emlx-Format ins Mbox-Format ist mittels des Programms emlxconvert möglich.
Weitere Neuerungen umfassten
- „intelligente“ Postfächer: ermöglichen eine automatische Erkennung, Sortierung und Einordnung von empfangenen E-Mails. Die intelligenten Postfächer werden ständig automatisch aktualisiert, der tatsächliche Speicherplatz der Mail bleibt unverändert.
- Prioritäten: können beim Verfassen einer neuen E-Mail vergeben werden. Dies ermöglicht zum Beispiel ein selektives Einfärben nach ebendiesen.

### Version 3
Wurde zusammen mit Mac OS X 10.5 „Leopard“ ausgeliefert. Laut Apple wurden 15 neue Funktionen hinzugefügt. Diese sind u. a.:
- die Einrichtung eines neuen E-Mail-Profils mittels interner Erkennung populärer Dienste wie z. B. Google Mail oder dem hauseigenen Dienst MobileMe, damit sich der neue Benutzer viele Konfigurationsschritte ersparen kann.
- umfangreichere Gestaltungsmöglichkeiten einer E-Mail mittels optisch aufwendig gestalteter Vorlagen. Mehrere Themen stehen hier für den Anwender zur Auswahl, der dann je nach Thema eine E-Mail individuell gestalten und ergänzend mit Bildern via Drag & Drop über vordefinierte Felder vervollständigen kann.
- Notizfunktion und Aufgaben-Manager pro angelegtem Postfach. Notizzettel können überdies auch bequem als E-Mail verschickt werden, und die Funktion der Aufgaben ist fest mit Apples iCal verzahnt.
- integrierter Feedreader.
- ständige Statusanzeige über laufende Vorgänge, z. B. aktiven Datentransfer.

### Version 4
Wurde zusammen mit Mac OS X 10.6 „Snow Leopard“ ausgeliefert. Eine Neuerung war die Unterstützung von Microsoft Exchange Server 2007.

### Version 5
Wurde zusammen mit Mac OS X 10.7 „Lion“ ausgeliefert. Für diese Version wurde die Bedienoberfläche stark überarbeitet und an die auf dem iPad verwendete Version angenähert. Unterstützung für Exchange 2010, chronologische Darstellung von Mail-Konversationen, erweiterte Suchfunktion.

### Version 6
Wurde zusammen mit OS X 10.8 „Mountain Lion“ ausgeliefert und am 25. Juli 2012 veröffentlicht. Die RSS-Unterstützung entfiel.

### Version 7
Wurde zusammen mit OS X 10.9 „Mavericks“ ausgeliefert und am 22. Oktober 2013 veröffentlicht. Die Applikation „Karten“ wurde implementiert, die Archivierung von Google-Mails verbessert.

### Versionen 8–13
Versionen 8 bis 13 wurden zusammen mit den macOS-Versionen 10.10 (OS X Yosemite) bis 10.15 (macOS Catalina) ausgeliefert, die bislang neuste Version 13.0 wurde am 7. Oktober 2019 veröffentlicht.

## Sicherheitslücken
Am 20. April 2020 wurde bekannt, dass in „Mail“ schon seit der im September 2012 erschienenen iOS-Version 6 zwei Sicherheitslücken vorhanden sind, über welche sich Angreifer bis zu den Versionen 13.4.1 (iOS/iPadOS) und 12.4.6 (ältere, noch unterstützte iOS-Geräte) mittels manipulierter E-Mails Zugriff auf Mails verschaffen konnten. Über das Ausnutzen weiterer Exploit-Ketten, sei es sogar möglich das Gerät weiter zu kompromittieren. Nach Angaben der IT-Sicherheitsfirma ZecOps, welche am 20. Februar 2020 auf die Sicherheitslücke aufmerksam wurde, wird die Schwachstelle bereits aktiv ausgenutzt. Da Apple zu diesem Zeitpunkt die Sicherheitslücke in der App noch nicht geschlossen hatte, wurde als Maßnahme die Deaktivierung der verknüpften Mailkonten sowie der Push-Meldungen empfohlen. Zum weiteren Abruf von E-Mails können Benutzer Webmail über den Browser verwenden oder auf Mail-Apps von Drittanbietern zurückgreifen. Am 24. April warnte auch das Bundesamt für Sicherheit in der Informationstechnik vor dem weiteren Einsatz der App.
In einer Stellungnahme von Apple hieß es, man habe keine Hinweise gefunden, dass die Schwachstellen ausgenutzt werden. Dennoch ist der Angriff über die App nach Angaben von ZecOps in der iOS-Betaversion 13.4.5 nicht mehr möglich. Mit den am 20. Mai 2020 veröffentlichten neuen iOS-/iPadOS-Versionen 13.5 bzw. 12.4.7 wurden nach Angaben von ZecOps die Sicherheitslücken geschlossen. In den am 26. Mai veröffentlichten Dokumenten bezüglich des Sicherheitsupdates bestätigte Apple offiziell die Behebung der Schwachstellen.

## Signaturen
Die Verwaltung sämtlicher Signaturen finden in den Einstellungen statt. Die Zuordnung in den jeweiligen E-Mail-Konten und Adressen ist dort möglich. Der Editor zum Bearbeiten der Signaturen bietet Funktionen wie Fett, Kursiv, Schriften und Farben sowie der Einbettung von Anhängen wie Bilder. Eine Bearbeitung des HTML-Codes ist nicht möglich.
Dafür gibt es Apps wie zum Beispiel Mail Signature im Mac App Store.